# Boot Camp (software)
Boot Camp is een hulpprogramma van Apple dat gebruikers helpt bij het installeren van Microsoft Windows op Intel-processors gebaseerde Apple Macintoshcomputers. Boot Camp leidt gebruikers door een herpartitionering, zonder daarbij de bestaande data te verliezen van hun harde schijf en bij het maken van een cd met stuurprogramma's voor Windows. Daarbij bevat de cd een configuratiescherm-toepassing om het primaire besturingssysteem bij het opstarten te selecteren.

## Windows opstarten
Boot Camp is geen virtualisatieprogramma, wat het mogelijk zou maken de Windows- en OS X-besturingssystemen tegelijkertijd te draaien. In plaats daarvan moet de computer opnieuw worden opgestart om een ander besturingssysteem te kiezen. Elke Intel-Mac beschikt over een bootmanager, dit is een mogelijkheid om bij het opstarten een besturingssysteem te kiezen. Hier zal een Windowspartitie (met de geïnstalleerde Windowsversie) zichtbaar zijn nadat dit geïnstalleerd is via Boot Camp. Deze bootmanager is te bereiken door de Mac op te starten met de alt/option-toets ingedrukt. Ook kan in OS X bij systeemvoorkeuren onder 'opstartschijf' een voorkeursbesturingssysteem ingesteld worden, welke de computer op zal starten als er niet handmatig een keuze wordt gemaakt. Het installeren van twee besturingssystemen op één computer wordt dualboot genoemd.

## Werking
Apple verkoopt geen Windows-cd's via haar verkoopkanalen. Wel bevatten de installatie-cd's van OS X 10.5 en hoger drivers voor verschillende Windowsversies om de Mac beter te doen functioneren als het Windows draait. Deze drivers kunnen via de Windowsversie van de Apple-software-updater bijgewerkt worden.
Boot Camp wordt meegeleverd vanaf Mac OS X 10.5 Leopard en was los verkrijgbaar als gratis download voor Mac OS X Tiger.

## Systeemvereisten
- 64 GB vrije hardeschijfruimte
- Een op een Intel-processor gebaseerde Mac met de laatste firmware (verkrijgbaar via Software-Update)
- Een 64-bits versie van Windows 10 Home of Windows 10 Pro op een image.
- Afhankelijk van de mac en de versie van OS X of MacOS, een USB-stick van ten minste 16GB. Bij het installeren op recentere macs (bijvoorbeeld een Macbook Pro uit 2015 of nieuwer) die gebruik maken van OS X 10.11 El Capitan is dit niet meer nodig.[1]